# 앵무조개목
앵무조개목(Nautilida)은 일반적으로 나선 모양으로 감긴 앵무조개 두족류 목의 하나로 크고 다양한 종으로 이루어져 있다. 고생대 중기에 처음 나타났으며 현재는 앵무조개과만이 유일하게 남아 있으며, 2개 속 앵무조개속과 알로나우틸루스속에 6종을 포함하고 있다. 22~34개 과에 165~184개 속이 기재되어 있으며, 앵무조개아강 중에서 가장 큰 목이다.